# Richtfunk

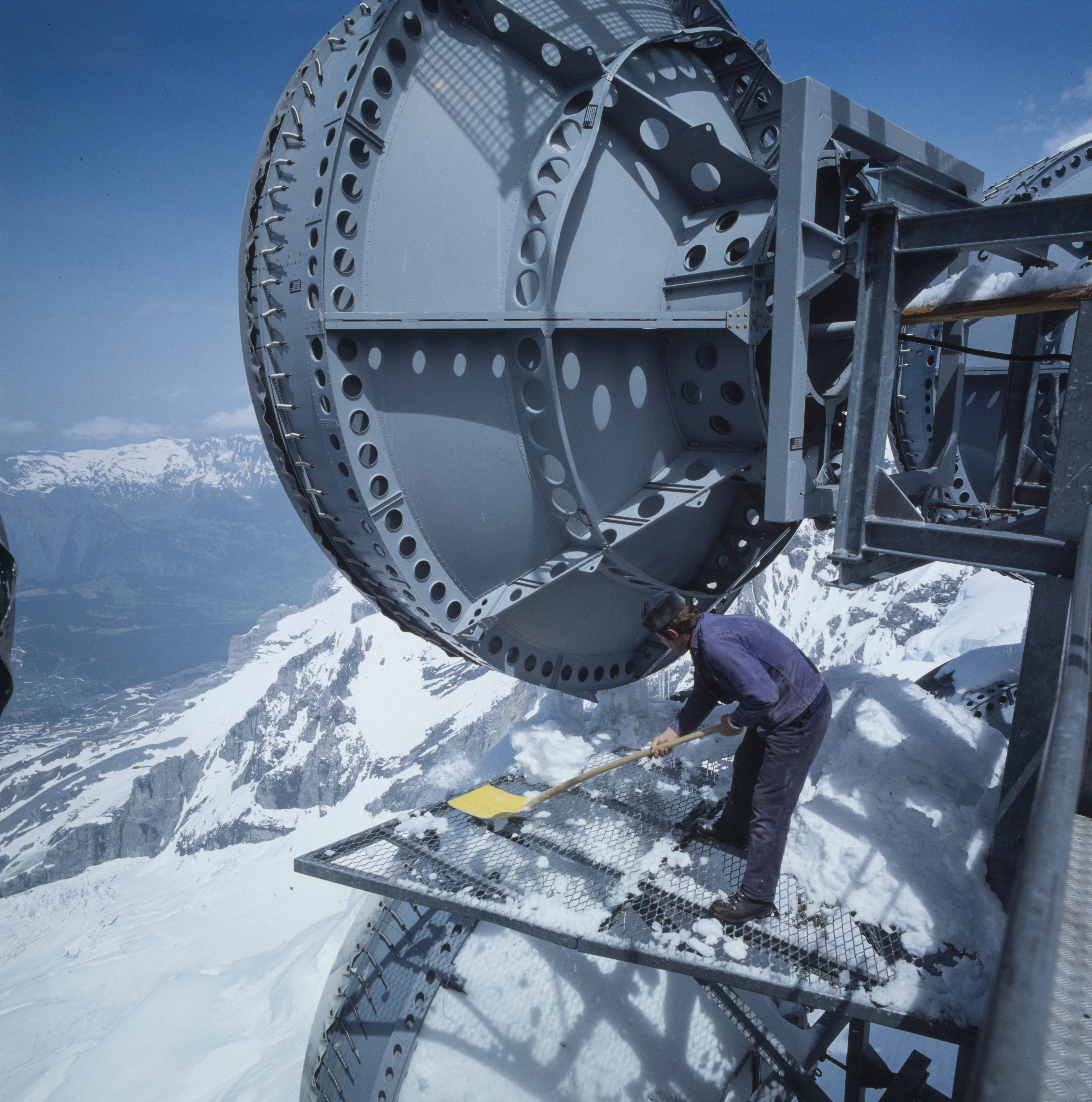
Hochalpine Richtfunkantenne auf dem Jungfraujoch in der Schweiz

Als Richtfunk (in der Schweiz Richtstrahl, englisch microwave transmission) wird eine drahtlose Nachrichtenübertragung (auch Daten- oder Informationsübertragung) mittels Radiowellen (auch Funk- oder Hertzsche Wellen) bezeichnet, die von einem Ausgangspunkt auf einen definierten Zielpunkt (englisch: point-to-point) gerichtet ist. Von dieser Besonderheit sind im deutschsprachigen Anwendungsbereich dieser Funkanwendung die Bezeichnungen Richtfunk, Richtfunkstelle, Richtfunksystem oder Richtfunkfrequenz abgeleitet. Durch die deutsche Frequenzverwaltung wurde verfügt, dass Richtfunkstellen in der Regel feste Funkstellen sind und dem festen Funkdienst zugeordnet sind.
Die Richtwirkung dieser Funkanwendung ergibt sich durch den Einsatz von Richtantennen, also energiebündelnder Antennen, die die elektromagnetische Energieübertragung weitgehend auf die gewünschte Richtung beschränken; im Gegensatz zur Rundstrahlung der Sendeenergie beim Rundfunkdienst. Durch Konzentration der Sendeleistung in dieser Richtung genügen für den Richtfunk niedrigere Sendeleistungen als bei Rundstrahlung. Durch diese Richtwirkung ergibt sich weiterhin eine vielfache Wiederbenutzbarkeit derselben Funkfrequenzen oder Funk-Frequenzkanäle für mehrere Richtfunkrichtungen, -Linien oder -Trassen. Für diese Funkanwendung (Nachrichtenübertragung mittels Richtfunk) sind gemäß Frequenzplan explizit die Frequenzbereiche mit der Bezeichnung „Fester Funkdienst“ zugelassen. Betreiber dieser Funkanwendung können von der zuständigen Frequenzverwaltung eine Nutzungsgenehmigung mit entsprechender Frequenzzuteilung erhalten. Richtfunkstellen enthalten Einrichtungen zur Erzeugung dieser Radiofrequenzen und zur Modulation mit den Signalen der zu übertragenden Daten, Nachrichten oder Informationen.

## Besonderheiten
- Je nach Frequenzbereich wird der Richtfunk in den digitalen Punkt-zu-Punkt- oder digitalen Punkt-zu-Mehrpunkt-Richtfunk unterteilt und wird hauptsächlich für Weitverkehrsverbindungen in der Telekommunikation verwendet. Außerdem dient der digitale Richtfunk als Infrastruktur zu und von Höhenplattformen[5] oder als alternative Funkanbindung von Teilnehmeranschlüssen gegenüber drahtgebundenen Teilnehmeranschlussleitungen.
- Militärische Richtfunk-Anwendungen und BOS-Richtfunk zählen in der Regel zum festen Funkdienst, obwohl neben festen Richtfunkstellen auch taktisch bewegbare oder mobile Richtfunkstellen verwendet werden. Daher erhalten die betreffenden Nutzer Frequenzzuteilungen aus Frequenzbereichen, die die Frequenzbereichszuweisung fester Funkdienst und / oder dem mobiler Landfunkdienst enthalten.

## Geschichtliche Entwicklung des Richtfunks

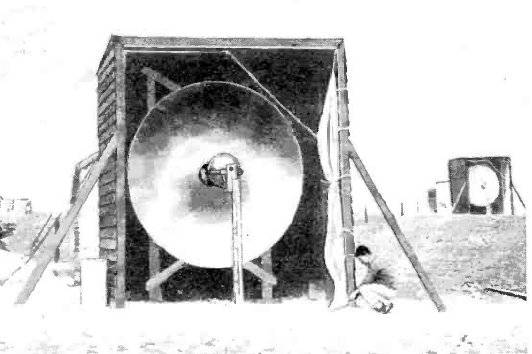
Richtfunkantennen am Ärmelkanal

Das Spiegelexperiment von Heinrich Hertz war im Prinzip eine Richtfunkanlage.
Die erste Richtfunkverbindung zur Übertragung eines analogen Fernsprechkanals wurde 1931 zwischen Calais in Frankreich und St. Margaret’s Bay bei Dover in England in Betrieb genommen. Sie arbeitete bei einer Radiofrequenz von 1,7 GHz mit Rotationsparabolantennen von 3 m Durchmesser, die Sendeleistung lag bei 1 W und die Funkfeldlänge betrug 40 km. Die erste Mehrkanal-Richtfunkverbindung, die neun analoge Fernsprechkanäle bei einer Radiofrequenz von 65 MHz übertragen konnte, wurde 1936 zwischen Schottland und Belfast in Nordirland aufgebaut.
Nach dem Ende des Zweiten Weltkrieges trugen Richtfunksysteme maßgeblich zum Aufbau der nationalen und internationalen Telekommunikationsnetze bei. Richtfunksysteme wurden dabei fast ausschließlich im Fernnetz eingesetzt. Funkfeldlängen zwischen 30 km und 60 km waren die Regel. Wichtige Verbindungen in den Telekommunikationsnetzen wurden parallel sowohl über koaxiale Kabelleitungen als auch über Richtfunksysteme geführt. Die erste Übertragung eines Fernsehprogramms über das inzwischen aufgebaute internationale Richtfunknetz erfolgte 1953 anlässlich der Krönung Elisabeths II.
Bis etwa 1980 waren analoge Richtfunksysteme mit einer Übertragungskapazität bis zu 2700 Fernsprechkanälen und Radiofrequenzen zwischen 1,9 GHz und 11 GHz im Einsatz. Die Übertragung von Fernsehen erfolgte nahezu ausschließlich über Richtfunk. Die Sendeleistung betrug 0,5 Watt für Systeme mit 120 Fernsprechkanälen und 20 W für Systeme mit 2700 Fernsprechkanälen. Als Modulationsverfahren setzte sich für Vielkanalsysteme Frequenzmodulation durch.

Richtfunkstandort mit Mobilfunk-Basisstation in Spachbrücken, Hessen, Deutschland

Ab etwa 1970 wurden Schritt für Schritt digitale Übertragungsverfahren in die Netze eingeführt. Mit optischen Übertragungssystemen war es nunmehr möglich, sehr hohe Bitraten über große Entfernungen ohne Zwischenregeneratoren zu übertragen. Dies hatte zur Folge, dass alle Ballungszentren mit optischen Übertragungssystemen vernetzt wurden. Der Einsatzbereich von Richtfunksystemen verlagerte sich infolgedessen in die regionale und örtliche Netzebene des Telekommunikationsnetzes.
Nach der Wiedervereinigung der beiden deutschen Staaten im Jahre 1990 musste in kurzer Zeit das Telekommunikationsnetz in den neuen östlichen Bundesländern ausgebaut und mit dem Netz der westlichen Bundesländer verbunden werden. Diese Aufgabe konnte durch den massiven Einsatz von Digitalrichtfunksystemen erfolgreich gelöst werden. 1991 startete der Aufbau der digitalen Mobilkommunikationsnetze. Aus Kostengründen werden große Teile des Festnetzes der Mobilkommunikationssysteme mit Richtfunksystemen realisiert. Insbesondere die Netzausläufer sind für den Einsatz von Richtfunksystemen prädestiniert. Mit Inkrafttreten des Telekommunikationsgesetzes wurde 1996 in Deutschland das bisherige Telekommunikationsmonopol des Bundes beendet. Nunmehr konnten auch private Unternehmen eigene Telekommunikationsnetze aufbauen und betreiben. Viele Verbindungen in diesen neu entstandenen Netzen werden auch über Richtfunk geführt. Ende Oktober 2013 waren in Deutschland mehr als 125.000 Richtfunkstrecken mit jährlichen Zuwachsraten von 10 % in Betrieb. Deutschland besitzt das weltweit wohl dichteste Richtfunknetz.
Für Richtfunk stehen in Deutschland Frequenzbereiche zwischen 3,8 GHz und 86 GHz mit einer Bandbreite von 41 GHz zur Verfügung. Die Zuweisung von Frequenzen für Richtfunkverbindungen erfolgt in Deutschland durch die Bundesnetzagentur (BNetzA). Am meisten trägt nach wie vor der Mobilfunk zum weiteren Ausbau der Richtfunknetze bei. Richtfunkstandorte werden meist auch als Standorte für Mobilfunk-Basisstationen genutzt (siehe Abbildung). Richtfunksysteme sind als Alternative und Ergänzung zu leitergebundenen Übertragungssystemen nach wie vor ein unverzichtbares Übertragungsmedium in den nationalen und internationalen Telekommunikationsnetzen.

## Struktur einer Richtfunkverbindung

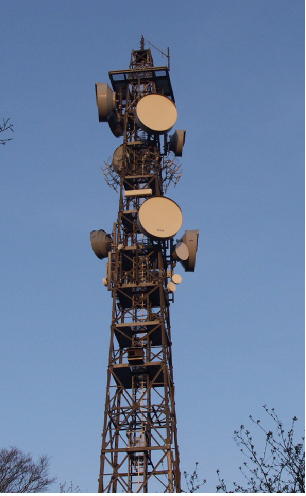
Relaisstation mit Gittermast in Weiterstadt, Hessen, Deutschland

Die Abstrahlung und der Empfang der elektromagnetischen Wellen erfolgt bei Richtfunkverbindungen durch Parabolantennen mit großer Richtwirkung. Zwischen Sende- und Empfangsantenne herrscht Sichtverbindung. Richtfunksysteme sind in aller Regel Punkt-zu-Punkt-Funksysteme. Der Einsatz von Punkt-zu-Mehrpunkt-Systemen ist auf Sonderfälle beschränkt. Bezüglich Übertragungsqualität und Verfügbarkeit sind Richtfunkverbindungen den gleichen Anforderungen unterworfen wie Übertragungssysteme, die Glasfaserkabel als Übertragungsmedium verwenden.
Abbildung 1: Richtfunklinie
In Abbildung 1 ist eine Richtfunkverbindung zwischen den Endstellen A und B im Schema dargestellt. Da zwischen den Standorten A und B keine Sichtverbindung besteht, ist eine Relaisstelle erforderlich. Die Verbindung besteht in diesem Beispiel somit aus zwei Richtfunkstrecken. Standorte von Relaisstationen sind in vielen Fällen Knotenpunkte des Richtfunknetzes (siehe Abbildung).
Richtfunksysteme sind in aller Regel bidirektionale Übertragungssysteme. Im unteren Teil von Abbildung 1 ist die Gerätekonfiguration hierzu angegeben. Im Modulator M wird der zu übertragende, digitale Datenstrom einem Zwischenfrequenzträger aufgeprägt. Als Modulationsverfahren werden Quadratur-Amplitudenmodulationsverfahren mit 4 bis 2048 Stufen (4QAM bis 2048QAM) verwendet. In der Sendebaugruppe S wird der Zwischenfrequenzträger in die Radiofrequenzebene umgesetzt und sein Leistungspegel auf den Sendepegel angehoben. Die üblichen Sendepegel von Richtfunksystemen liegen zwischen 20 dBm (= 100 mW) und 30 dBm (= 1 W). Über eine Sende-Empfang-Weiche wird der Radiofrequenzträger der Antenne zugeführt und in Richtung der Gegenstelle abgestrahlt. Dort gelangt der Träger zum Empfänger E, der das Empfangssignal verstärkt und in die Zwischenfrequenzebene zurücksetzt. Im Demodulator wird der Zwischenfrequenzträger schließlich demoduliert und das dabei wiedergewonnene Datensignal regeneriert.

## Bandlageregel
Richtfunkstrecken arbeiten im Regelfall bidirektional und sind daher symmetrisch aufgebaut. International sind für eine möglichst optimale Nutzung des Frequenzbereiches fixe Frequenzbänder mit Funkkanälen mit fester Bandbreite und Mittenfrequenz festgelegt. Für die bidirektionale Übertragung werden die Frequenzbänder in je ein Unter- und ein Oberband aufgeteilt, welches jeweils eine gleiche Anzahl von Funkkanälen umfasst.
Beispielsweise umfasst der für Richtfunkverbindungen genutzte 13-GHz-Frequenzbereich nach ITU-R F.497 jeweils im Unter- und Oberband acht Funkkanäle mit einer Bandbreite von 28 MHz je Kanal. Je ein Kanal aus dem Unter- bzw. Oberband bilden ein Kanalpaar, wobei ein Kanal daraus in der einen Richtung und der zweite Kanal in der Gegenrichtung betrieben wird. Der sogenannte Diplexabstand dieser beiden Kanäle zwischen Unter- und Oberband beträgt in diesem Frequenzbereich 266 MHz und erlaubt durch den großen Frequenzabstand den störungsfreien Betrieb zwischen Sender und Empfänger.
Da Richtfunkverbindungen über längere Distanzen im Allgemeinen aus mehreren Teilrichtfunkstrecken, sogenannten Funkfeldern, bestehen, wird zur optimalen Frequenznutzung die sogenannte Bandlageregel angewendet. Diese Regel sagt aus, dass an einem Richtfunkmast alle Richtfunkstrecken in einem bestimmten Frequenzbereich nur in Oberbandlage oder nur in Unterbandlage senden dürfen, aber niemals gemischt. Diese Vorgabe vermeidet gegenseitige Störungen zwischen den Sendern und Empfängern am gleichen Standort. Jede Richtfunkstation entlang der Strecke ist also entweder ein sogenannter Oberbandstandort (alle Richtfunkeinheiten senden an diesem Standort nur im Oberband), oder ein sogenannter Unterbandstandort (alle Richtfunkeinheiten an diesem Standort senden nur im Unterband). Diese Vorgabe gilt betreiberübergreifend für alle Sendeanlagen an einem Standort. Damit eine Richtfunkverbindung aus mehreren Funkfeldern mit nur einem Kanalpaar auskommt, besteht im Rahmen der Bandlageregel die Vorgabe, dass Ober- oder Unterbandstandorte entlang der Richtfunkstrecke alternieren. Damit können mit nur einem Kanalpaar mehrere aufeinander folgende Teilstrecken betrieben werden, welche ja praktisch nie auf einer geraden Linie liegen sollten. In Ausnahmefällen, beispielsweise beim Aufbau vermaschter Richtfunknetze oder bei Abzweigungen, kann es zu einer Abweichung von der Bandlageregel kommen. In solchen Fällen werden beispielsweise für einzelne Strecken Kanäle aus anderen Frequenzbereichen verwendet.

## Der Richtfunkkanal
Der Richtfunkkanal umfasst das Funkfeld einschließlich der Sende- und der Empfangsantenne. Die elektromagnetische Welle zwischen Sende- und Empfangsantenne breitet sich in der Troposphäre aus. Die Ausbreitungsbedingungen sind somit abhängig von der Witterung und so auch von der geographischen Lage des Funkfeldes. Sie verändern sich mit der Jahres- und Tageszeit. Diese zeitlichen und örtlichen Abhängigkeiten des Ausbreitungsverhaltens fließen in die Planungsrechnungen für eine Richtfunkstrecke ein.
Sofern die erste Fresnelzone frei von Hindernissen ist, gilt für die Funkfelddämpfung {\displaystyle a_{F}}:
{\displaystyle a_{F}=92{,}4+20\cdot \log {\frac {f}{\mathrm {GHz} }}+20\cdot \log {\frac {d}{\mathrm {km} }}-g_{1}-g_{2}}
{\displaystyle f} = Radiofrequenz, {\displaystyle d} = Funkfeldlänge, {\displaystyle g_{1},g_{2}} = Antennengewinne in dB
Diese zugeschnitte Größengleichung ist aus der Formel für die Freiraumdämpfung abgeleitet. Die erste Fresnelzone ist ein Bereich um die Sichtlinie. Ihr Radius {\displaystyle r_{x}} an der Stelle {\displaystyle x} beträgt:
{\displaystyle r_{x}={\frac {{\frac {x}{\mathrm {km} }}\cdot {\frac {d-x}{\mathrm {km} }}}{2\cdot {\frac {R_{\mathrm {E} }}{\mathrm {km} }}}}\cdot 1000\,\mathrm {m} }
{\displaystyle R_{\mathrm {E} }} = Erdradius
Die Sichtlinie wird auch als Richtfunkstrahl bezeichnet. In der meisten Zeit nimmt der Brechungsindex der Troposphäre linear mit der Höhe ab, sodass der Richtfunkstrahl zur Erde hin gebrochen wird, also gekrümmt ist. Um in der Darstellung eine gerade Sichtlinie zu erhalten, wird der Erdradius mit dem sogenannten k-Faktor multipliziert. In Europa beträgt der k-Faktor in mehr als 50 % der Zeit k = 1,33 (Normalatmosphäre).
Manchmal bilden sich in der Troposphäre jedoch Inversionsschichten aus, sodass der Richtfunkstrahl abweichend gebrochen wird. Beispielsweise breiten sich mehrere Richtfunkstrahlen über unterschiedlich lange Wege aus, die sich in der Empfangsantenne überlagern (siehe Abbildung 2). Die Folge ist Mehrwegempfang. Als Folge entsteht am Ausgang der Empfangsantenne im Spektrum des Richtfunkträgers breitbandiger Schwund (englisch flat fading) in Kombination mit selektivem Schwund (englisch selective fading).
Abbildung 2: Mehrwegeausbreitung
Mehrwegeausbreitung ist bei Funkfeldlängen größer als 30 km, wie sie bei Frequenzen unterhalb 10 GHz die Regel sind, das vorherrschende störende Ausbreitungsphänomen. Bei Frequenzen oberhalb 10 GHz ist die Regendämpfung der überwiegende Störeinfluss. Regen erzeugt Breitbandschwund. Die Regendämpfung nimmt mit steigender Frequenz zu, sodass die realisierbaren Funkfeldlängen mit steigender Radiofrequenz abnehmen. Ab etwa 20 GHz gewinnt neben der Regendämpfung die Absorption durch atmosphärische Gase an Einfluss. Die wesentliche Absorption erfolgt durch den Wasserdampf und die Sauerstoffmoleküle der Luft. Bei 23 GHz und bei 60 GHz hat die spezifische Absorptionsdämpfung jeweils ein Maximum.

## Richtfunksysteme

Inneneinheit (IDU) und Antenne mit angeflanschter Außeneinheit (ODU)

Montage einer Antenne einschließlich zweier Außeneinheiten (ODUs) in Frankfurt am Main (Quelle: CBL)

Die Systembaugruppen Modulator und Demodulator sind mit den Baugruppen zur Stromversorgung und den Schnittstellen in einer Inneneinheit (kurz IDU, von englisch Indoor Unit) zusammengefasst. Sender und Empfänger bilden das Funkgerät. Es ist in vielen Fällen als Außeneinheit (kurz ODU, von englisch Outdoor Unit) ausgeführt und in der Nähe der Antenne montiert. Mit der Inneneinheit ist die Außeneinheit über ein Koaxialkabel verbunden, über das auch die Stromversorgung der Außeneinheit läuft (siehe Abbildungen).
Modulator und Demodulator sind in Form komplexer, programmierbarer integrierter Schaltungen zur digitalen Signalverarbeitung realisiert. Hierdurch können Modulationsverfahren und Bandbreite entsprechend den unterschiedlichen Anforderungen konfiguriert werden. Die wichtigsten Systemkennwerte sind der Sendepegel {\displaystyle L_{S}}, die Systemschwelle {\displaystyle L_{\text{Schw}}} (Empfangspegel bei der einer Bitfehlerhäufigkeit von {\displaystyle 10^{\text{-6}}}), Bitrate und Modulationsverfahren. Bitrate und Modulationsverfahren bestimmen die benötigte Bandbreite im elektromagnetischen Spektrum. In einem Radiofrequenzkanal mit einer Bandbreite von 28 MHz kann mit dem Modulationsverfahren 256QAM eine Nettobitrate von 193 Mbit/s übertragen werden. Ist eine höhere Bitrate erforderlich, kann die Stufenzahl des Modulationsverfahrens erhöht werden. Bei der Nutzung beider Polarisationsrichtungen (horizontal und vertikal) im selben Radiofrequenzkanal verdoppelt sich die Bitrate. Zudem können mehrere Systeme auf der Strecke in unterschiedlichen Radiofrequenzkanälen parallel betrieben werden. In einer Bandbreite von 56 MHz und 1024QAM kann damit eine Nettobitrate von 1 Gbit/s übertragen werden.
Um den Auswirkungen der Mehrwegeausbreitung zu begegnen, enthält der Demodulator einen adaptiven Zeitbereichsentzerrer (kurz ATDE, von englisch Adaptive Time Domain Equalizer). Bei der Nutzung beider Polarisationsrichtungen im gleichen Radiofrequenzkanal beeinflussen sich die beiden unterschiedlich polarisierten Träger. Die Demodulatoren der Empfänger für vertikale und horizontale Polarisation sind deshalb über einen Kreuzpolarisation-Kompensator (kurz XPIC, von englisch Cross Polarisation Interference Compensator) miteinander verkoppelt, der diese Beeinflussungen ausgleicht. Der Sendepegel von Richtfunksystemen wird durch eine automatische Pegelregelung (kurz ATPC, von englisch Adaptive Transmitter Power Control) in schwundfreier Zeit auf einen Wert, der etwa 10 dB über der Systemschwelle liegt, abgesenkt. Hierdurch werden Störungen auf benachbarte Richtfunkstrecken minimiert. Bei Schwundereignissen im Funkfeld wird der Sendepegel entsprechend der Fadingtiefe erhöht, bis ein sogenannter operativer Sendepegel erreicht ist.

## Planung von Richtfunkstrecken
Im ersten Schritt der Planung von Richtfunkstrecken wird ein Geländeschnitt erstellt. Hierbei wird nachgeprüft, ob die erste Fresnelzone frei von Hindernissen ist. Ist die erste Fresnelzone teilweise abgeschattet, kann dies durch eine Zusatzdämpfung {\displaystyle a_{\text{zus}}} berücksichtigt werden. Im nächsten Schritt wird der Empfangspegel {\displaystyle L_{E}} in schwundfreier Zeit berechnet:
{\displaystyle L_{E}=L_{S}-a_{F}-a_{\text{zul}}-a_{\text{zus}}-a_{\text{abs}}}
({\displaystyle a_{\text{zul}}} = Dämpfung der Antennenzuleitungen, {\displaystyle a_{\text{abs}}} = Absorptionsdämpfung)
Die Differenz zwischen dem Empfangspegel {\displaystyle L_{E}} und der Systemschwelle {\displaystyle L_{\text{Schw}}} ist die Flachschwundreserve (kurz FFM, von englisch flat fade margin):
{\displaystyle FFM=L_{E}-L_{\text{Schw}}}

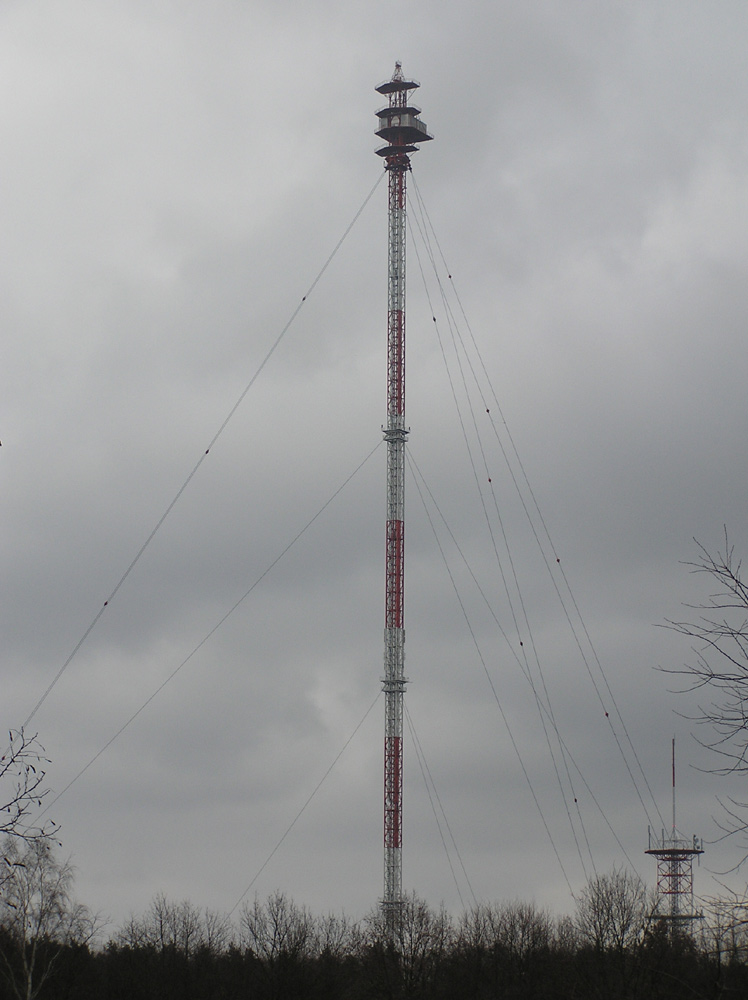
Teil der Richtfunkverbindungen nach West-Berlin: Der 2009 gesprengte Gittermast der ehemaligen Richtfunkanlage Frohnau

Mit verschiedenen empirischen und halbempirischen Prognoseverfahren kann vorhergesagt werden, ob unter dem Einfluss von Mehrwegeausbreitung oder Niederschlag (Regen) die berechnete Flachschwundreserve ausreicht, um die geforderte Übertragungsqualität bzw. Verfügbarkeit der Richtfunkstrecke zu gewährleisten. Falls die Flachschwundreserve nicht ausreicht und sie durch Erhöhung des Sendepegels oder durch Antennen mit höherem Gewinn nicht angehoben werden kann, besteht im Frequenzbereich unterhalb von 13 GHz die Möglichkeit, die Schwundwahrscheinlichkeit durch den Einsatz von Raumdiversity entscheidend zu verringern. Bei Raumdiversity werden zwei Empfangsantennen verwendet, die in einem ausreichenden vertikalen Abstand zueinander aufgestellt sind, sodass die Empfangsverhältnisse beider Antennen wenig korreliert sind. Die Ausgangssignale beider Empfangszweige werden miteinander kombiniert. Entweder wird nur auf den jeweils besseren Empfang umgeschaltet oder die beiden Signale werden nach einer Amplituden- und Phasenanpassung zusammengeführt.
Die Zuweisung des Radiofrequenzkanals für eine geplante Strecke erfolgt durch nationale Regulierungsbehörden, in Deutschland durch die Bundesnetzagentur (BNetzA), in der Schweiz durch das Bundesamt für Kommunikation (BAKOM), in Österreich durch das Bundesministerium für Verkehr, Innovation und Technologie (bmvit). Es ist unter anderem die Aufgabe der Regulierungsbehörde, sicherzustellen, dass die geplante Strecke in vorgesehenen Radiofrequenzkanal störungsfrei arbeitet und die neue Strecke keine anderen Strecken, die im selben Radiofrequenzkanal oder in den Nachbarkanälen empfangen, unzulässig stark beeinflusst. Hierzu sind Interferenzberechnungen erforderlich, die alle im Einflussbereich der geplanten Richtfunkstrecke liegenden und bereits bestehenden Strecken berücksichtigt. In diese Berechnungen gehen u. a. die Sendepegel und die Richtdiagramme der Antennen auf den betroffenen Richtfunkstandorten ein.

## Anwendung von Richtfunkstrecken

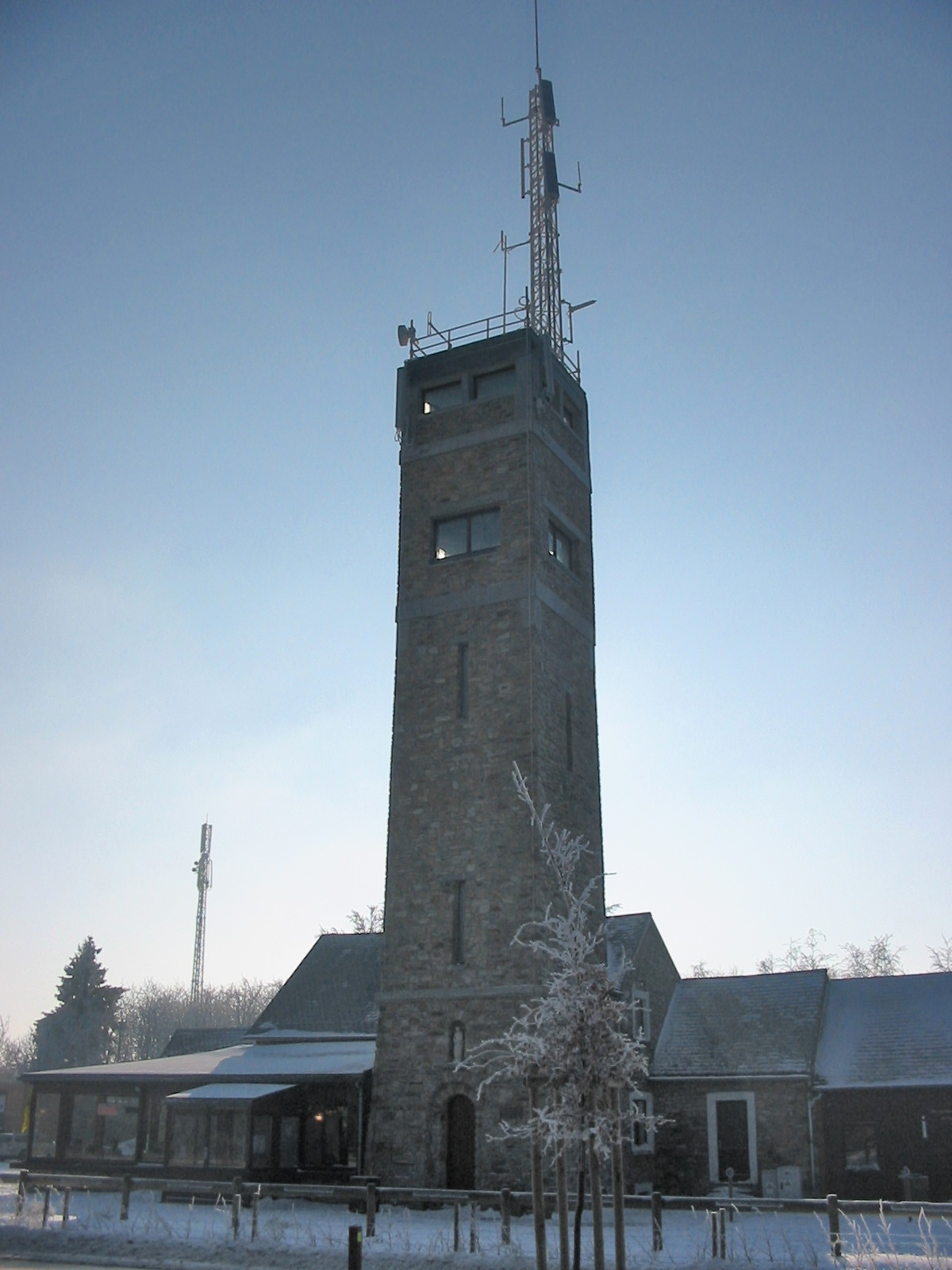
Signal de Botrange Richtfunkverbindung zwischen den Börsen London und Frankfurt

Bis zum Beginn der 1990er Jahre wurde in Deutschland fast ausschließlich Richtfunk für die Übertragung von Informationen aus TF-Netzen über große Entfernungen (ca. 100–120 km) eingesetzt. Die damalige Deutsche Bundespost als Monopolist im Fernmeldebereich baute dazu in den 1950er und 1960er Jahren ein engmaschiges Netz von Fernmeldetürmen und Verstärkerämtern, über die Verbindungen zwischen einzelnen Vermittlungseinrichtungen hergestellt wurden. Bemerkenswert dabei waren Richtfunkverbindungen nach West-Berlin, die aufgrund der großen Entfernung zwischen dem Bundesgebiet und Berlin am Rande der technischen Machbarkeit errichtet und betrieben werden mussten. Neben dem Telefonnetz wurden zu dieser Zeit von der Post auch Richtfunkstrecken zur Verbreitung der öffentlich-rechtlichen Rundfunkprogramme gebaut. Dies umfasste sowohl Verbindungen aus den Studios zu den über das Land verteilten Sendeanlagen, als auch zwischen den Funkhäusern, zum Beispiel zum Programmaustausch.
Mit der Verfügbarkeit von Glasfaserverbindungen mit sehr hohen Kapazitäten sank die Bedeutung des Richtfunks für diese Anwendungen allerdings schnell, obwohl dieser bei der Datenübertragung in Echtzeit Vorteile bietet. Beim Datenaustausch über Nachrichtensatellit muss wegen der Signallaufzeit und bei Lichtwellenleitern wegen der Pufferung der Daten mit Zeitverzögerungen gerechnet werden. So wird z. B. zwischen den Börsen von London und Frankfurt am Main weiterhin Richtfunk genutzt, um Echtzeitkurse zu gewährleisten.
Die Richtfunktechnik gewann mit Aufkommen der GSM-Mobilfunknetze wieder an Bedeutung. Hier wird Richtfunk sehr häufig zur Anbindung der einzelnen Mobilfunkbasisstationen an ihre übergeordneten Einheiten eingesetzt. Vorteile gegenüber einer gemieteten Festleitung sind niedrigere Betriebskosten, schneller Aufbau sowie direkter Zugriff auf die Hardware durch den Mobilfunkbetreiber. Richtfunkstrecken sind zwar anfälliger für Störungen (z. B. durch Starkregen), aber schneller entstörbar als Mietleitungen (z. B. bei Ausfall eines vergrabenen Verstärkers), sodass sich in der Summe eine höhere Gesamtverfügbarkeit ergibt.

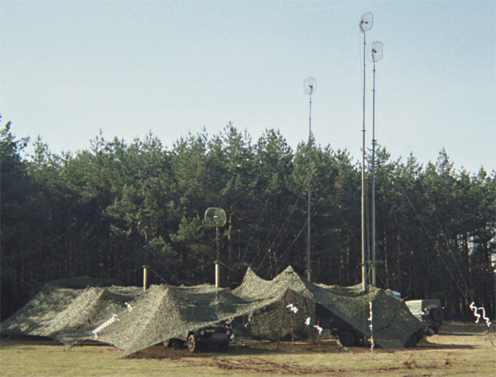
Mobile Richtfunkstation der dänischen Armee

Energieversorgungsunternehmen nutzen ebenfalls Richtfunkstrecken und errichteten hierfür auch eigene Türme, siehe Liste der Richtfunktürme von Energieversorgungsunternehmen in Deutschland.
Da Datenübertragung mit hohen Bandbreiten gewünscht, jedoch nicht überall eine dafür erforderliche Glasfaser-Standleitung verfügbar ist, erfolgt häufig der Aufbau einer Richtfunkstrecke. Diese wird entweder als Peer-to-Peer-Verbindung oder Richtfunk-Internetanbindung eingerichtet, um Backups an großen Standorten sowie eine Standort-Kopplung verschiedener Niederlassungen zu ermöglichen. Damit solche Richtfunkstrecken möglichst effizient und störungsfrei genutzt werden können, sollten sie nicht länger als 20 km und in Sichtweite sein.
Der Schweizer Pay-TV-Anbieter Teleclub war regelmäßig ein Opfer von Piraterie. Seit 2001 erfolgt die Zuführung des Signals von Teleclub zu den Kabelfernsehnetzen der Schweiz nur noch über das Richtfunknetz der Swisscom. Zuvor erfolgte die unsichere Zuführung via Satellit (zuerst via Astra, dann via DFS-Kopernikus).

## Überwachung und Spionage

„Abhören“ von Richtfunkverbindung durch Satelliten.

Während des Kalten Krieges waren amerikanische Geheimdienste wie die NSA in der Lage, die Richtfunkstrecken des Warschauer Paktes mit Satelliten zu überwachen. Ein Teil des Strahls einer Richtfunkverbindung geht an der Empfangsantenne vorbei und strahlt in Richtung Horizont in den Weltraum, so dass man mit einem Satelliten, der sich auf dieser geosynchronen Bahn befindet, das Signal empfangen kann. Wie andere Richtfunkstrecken wurden die Verbindungen von und nach West-Berlin sowie innerhalb Westdeutschland entlang der innerdeutschen Grenze durch Horchposten vom Ministerium für Staatssicherheit und der NVA der DDR abgehört. Deshalb wird bei militärisch genutzten Richtfunkstrecken eine verschlüsselte Übertragung bevorzugt. Auch heute werden Richtfunkstrecken durch Nachrichtendienste aufgeklärt.

## Beispiele für Richtfunkstationen
- Richtfunkverbindung nach West-Berlin
- Richtfunkstation Ansfelden
- Richtfunkstation Exelberg
- Sender Jauerling
- Sender Anninger
- Signal de Botrange
- Richtfunkverbindung zwischen den Börsen London und Frankfurt